# Даглас XB-42
Даглас XB-42 Миксмастер (енгл. XB-42 Mixmaster) је био експериментални амерички бомбардер из периода Другог свјетског рата.

## Развој
Првобитно са ознаком XA-42 а касније преименован у XB-42, Даглас је добио уговор за градњу прототипова 25. јуна 1943. Овај необичан авион је имао 2 контра-ротирајућа пропелера на задњем дијелу авиона, трицикл стајни трап, репне површине крстастог распореда, посаду од 3 члана и унутрашње спремиште за бомбе. Кориштена су 2 мотора која су покретала пропелере преко осовина и зупчаничког преноса.
Први лет прототипа је изведен 6. маја 1944. године, и авион је испунио сва очекивања. Ратно ваздухопловство Америчке армије је послије уништења другог прототипа одлучило да не развија авион даље, очекујући боље особине од млазних авиона у развоју. Међутим ради даљих тестова, први прототип је добио 2 додатна млазна мотора од по 726 kg потиска испод крила. С новом ознаком XB-42A, кориштен је за тестирање до јуна 1949. године.
Произведено је укупно 2 авиона.

## Карактеристике
Врста авиона: експериментални бомбардер
- Посада: 3
- Први лет прототипа: 6. мај 1944.
- Уведен у употребу:
- Крај употребе:
- Произвођач: Даглас

Димензије
- Дужина: 16.4
- Распон крила: 21.5
- Висина: 5.7
- Површина крила: 51.6
- Аеропрофил крила:

Масе
- Празан: 9,475
- Оптерећен: 15,060
- Највећа полетна маса: 16,194

Погонска група
- Мотори: 2, Алисон В-1710 (Allison V-1710-125), 1,300 kW, 1,800 КС сваки
- Однос снага/тежина: 0.18

## Летне особине
- Највећа брзина: 660
- Крстарећа брзина: 502
- Радијус дејства: 2900
- Највећи долет:
- Оперативни врхунац лета: 8,960
- Брзина пењања:

## Наоружање
- Стрељачко: 4 .50 in (12.7 mm) митраљеза Браунинг (M2 Browning), по 2 у свакој крилној куполи
- Бомбе: до 3629